# Libnotes (Afrolimonia) ditior ditior
Libnotes (Afrolimonia) ditior ditior is een ondersoort van de tweevleugelige Libnotes (Afrolimonia) ditior uit de familie steltmuggen (Limoniidae). De ondersoort komt voor in het Afrotropisch gebied.